# Одна година в шлюбі
Одна година в шлюбі (англ. One Hour Married) — американська короткометражна кінокомедія 1927 року з Мейбл Норманд в головній ролі.

## У ролях
- Мейбл Норманд
- Крейтон Хейл
- Джеймс Фінлейсон
- Ной Янг
- Сід Кросслі
- Кларенс Гелдарт